# Cade Cunningham
Cade Parker Cunningham (ur. 25 września 2001 w Arlington) – amerykański koszykarz, występujący na pozycjach rozgrywającego lub rzucającego obrońcy, obecnie zawodnik Detroit Pistons. 
W 2020 został wybrany najlepszym zawodnikiem szkół średnich w Stanach Zjednoczonych (Mr. Basketball USA, Naismith Prep Player of the Year), wystąpił też w meczu gwiazd amerykańskich szkół średnich – McDonald’s All-American.
W 2021 roku został wybrany przez Detroit Pistons z nr 1 w trakcie draftu.
W rozgrywkach NCAA zdobywał średnio 20,1 punktów, notował 6,2 zbiórek oraz 3,5 asysty.
Z reprezentacją USA zdobył w 2019 roku w Grecji złoty medal mistrzostw świata do lat 19.

## Osiągnięcia
Stan na 21 września 2023, na podstawie, o ile nie zaznaczono inaczej.
NCAA
- Uczestnik rozgrywek II rundy turnieju NCAA (2021)
- Najlepszy pierwszoroczny zawodnik:
  - NCAA (2021 według USBWA, NABC, Sporting News)[7]
  - Big 12 (2021)[8]
- Koszykarz roku konferencji Big 12 (2021)[9]
- Zaliczony do:
  - I składu:
    - All-American (2021)
    - Big 12 (2021)
    - turnieju Big 12 (2021)
    - najlepszych nowo przybyłych zawodników Big 12 (2021)
    - Academic All-American (2021)
- Zawodnik kolejki konferencji Big 12 (22.02.2021, 1.03.2021)
- Najlepszy pierwszoroczny zawodnik kolejki Big 12 (7.12.2020, 14.12.2020, 18.01.2021, 8.02.2021, 22.02.2021, 1.03.2021, 8.03.2021)
- Lider Big 12 w:
  - średniej:
    - punktów (2021 – 20,2)
    - rozegranych minut (2021 – 35,4)

  - liczbie:
    - punktów (2021 – 544)
    - oddanych rzutów z gry (2021 – 400)
    - strat (2021 – 109)

NBA
- Zwycięzca miniturnieju Clorox Rising Stars (2022)[10]
- MVP miniturnieju Clorox Rising Stars (2022)[11]
- Finalista konkursu Skills Challenge (2022)[12]
- Zaliczony do:
  - I składu debiutantów NBA (2022)[13]
  - II składu letniej ligi NBA (2021)
- Debiutant miesiąca NBA (styczeń 2022)

Reprezentacja
- Mistrz świata U–19 (2019)